# Маратта, Карло
Карло Маратта, Маратти (итал. Carlo Maratta, Maratti ; 15 мая 1625, Камерано близ Анконы — 15 декабря 1713, Рим) — итальянский живописец, рисовальщик и архитектор эпохи барокко, художник-портретист академического направления римской школы.

## Биография
Маратта родился в Камерано (регион Марке), входившем тогда в состав Папской области. Его семья была родом из Далмации, как и многие другие, пересекла Адриатику, спасаясь от турецкого владычества. В возрасте двенадцати лет Карло отправился в Рим в сопровождении дона Коринцио Бенинкампи, приходского священника Массиньяно, который заметил склонность мальчика к изобразительному искусству. В Риме Карло Маратта стал учеником в студии живописца Андреа Сакки, который основывал свою художественную концепцию на примерах творчества Рафаэля и художников болонской школы, в частности Джованни Ланфранко и Гверчино. Позднее Карло Маратта испытал влияние Караваджо, но чаще его называли «рафаэлеском».
У Сакки Маратта оставался на протяжении многих лет до смерти учителя в 1661 году и рассматривал его всю свою жизнь как старшего друга и наставника. В 1650 году к молодому художнику пришла известность — после того, как он удачно выполнил заказ на алтарную картину, Маратта был представлен папе Александру VII, который стал обеспечивать художника престижными заказами.

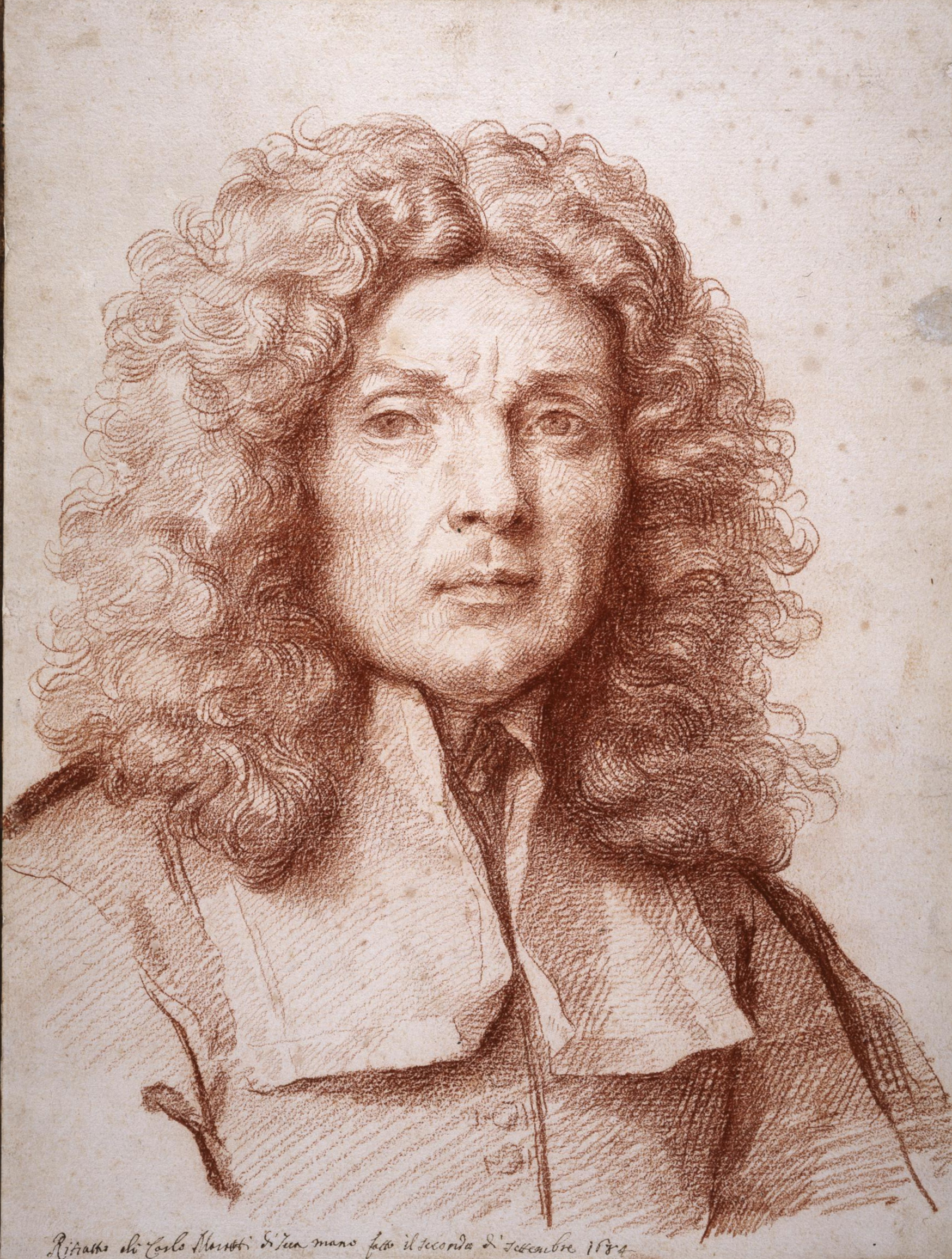
К. Маратта. Автопортрет. 1684. Бумага, сангина. Британский музей, Лондон

К 1660 году Карло Маратта сумел сформировать круг заказчиков и покровителей среди богатых аристократических семей Европы, основал ставшую известной художественную студию в Риме, а после смерти Дж. Л. Бернини в 1680 году обрёл положение ведущего художника в Риме. В 1664 году Маратта стал директором Академии Святого Луки и, заботясь о повышении статуса художников, способствовал изучению искусства классической античности.
В 1670-х годах папа Климент X поручил ему расписать плафон Большого салона в Палаццо Альтьери в Риме; иконографическая программа композиции «Триумф милосердия» была разработана Дж. П. Беллори.
В 1679 или 1680 году у Маратты от его возлюбленной Франчески Гомми (или Гоммы) родилась дочь Фаустина. Он официально признал её своей дочерью в 1698 году, а после смерти жены в 1700 году, женился на её матери. Черты лица его дочери видны на многих женских персонажах его поздних картин. Фаустина Маратти стала известной поэтессой и художницей.
Ряд алтарных картин работы К. Маратты до настоящего времени находятся в римских церквях. В 1704 году К. Маратта был посвящён папой Климентом XI в рыцари, награждён орденом и стал придворным живописцем французского короля Людовика XIV, который был покорён искусством мастера, увидев его картину, изображающую Аполлона и Дафну. В то же время Людовик разрешил Маратте продолжать свою работу в Риме. Карло Маратта был успешным портретистом и талантливым архитектором, разработавшим проекты многих зданий в Риме. Он также занимался реставрацией живописи. В 1700 году был избран президентом римской Академии Святого Луки.
Карло Маратта содержал обширную мастерскую, где стажировались его многочисленные ученики, среди которых были итальянские живописцы Никколо Берреттони и Томмазо Реди и фламандский живописец и гравёр Роберт ван Ауденарде. Среди скульптурных работ Маратты известны статуи апостолов для базилики Сан-Джованни-ин-Латерано. Карло Маратта продолжал руководить своей студией до глубокой старости, даже когда более не мог рисовать и писать. Он умер 15 декабря 1713 года в Риме и был похоронен в римской церкви Санта-Мария-дельи-Анджели-э-дей-Мартири. Надгробие было заранее спроектировано им самим.

## Оценка творчества
К. Маратта писал картины в академической традиции своего учителя Сакки, ведущей начало от Рафаэля. В конце XVII столетия Маратта и Сакки были признанными римскими живописцами. Кроме алтарных картин для церквей, Маратта писал также портреты, фрески, создавал скульптуры. Более известен как портретист. В настоящее время картины Маратты можно увидеть в музеях Парижа (Лувр), Рима, Берлина, Флоренции, Лондона, Мадрида, Бостона, Вены, Брюсселя, Мюнхена. В Санкт-Петербургском Эрмитаже имеется одиннадцать картин Карло Маратты.
Творчество Маратты прославил Дж. П. Беллори, который хвалил «изящество и чистоту композиции», считая Маратту «единственным из живых художников», достойным появления в своих «Жизнеописаниях современных живописцев, скульпторов и архитекторов» (1672). Маратта постоянно работал в тесном контакте с Беллори, который часто вдохновлял его на новые произведения, и с Н. Пуссеном.
А. Р. Менгс сказал о Маратте: «Он как никто другой в иных местах поддерживал живопись в Риме». Впоследствии, в период неоклассицизма второй половины XVIII века похвалы чередовались с суровыми суждениями, и в целом его искусство подвергалось критике.
В живописи римской школы семнадцатого и начала восемнадцатого веков складывалось противоборство классицизма и барокко. Маратте, по мнению критиков, удалось решить трудную задачу примирения двух противоположных тенденций, «начиная с римского классицизма Рафаэля и приветствуя лишённое риторических излишеств барокко» В двадцатом веке искусство Маратты было открыто заново, и ныне художник считается одной из ключевых фигур римской и итальянской живописи второй половины семнадцатого века.

## Галерея

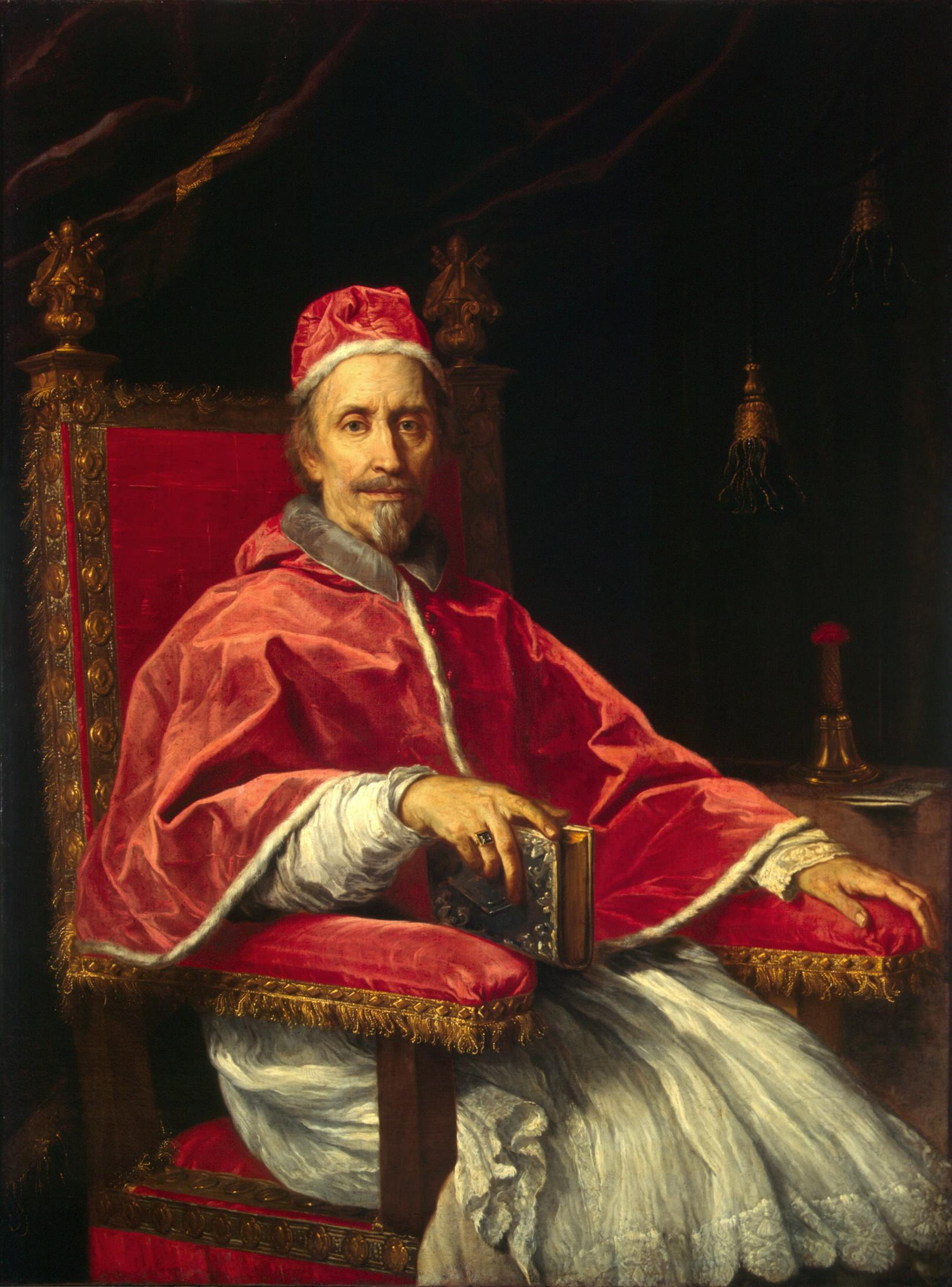
Портрет Папы Климента IX. 1669. Государственный Эрмитаж, Санкт-Петербург
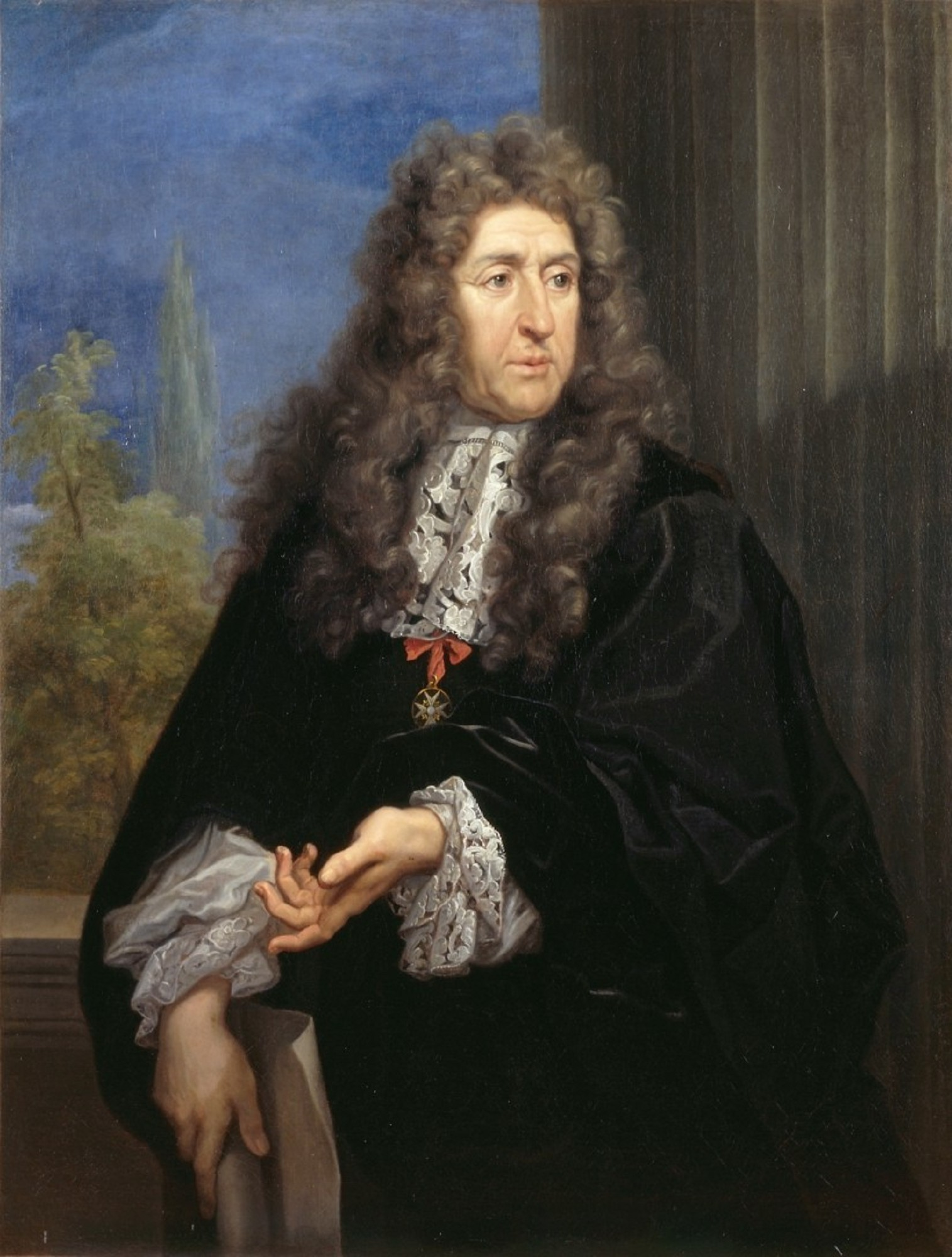
Портрет архитектора Андре Ленотра. Ок. 1680. Версаль, Большой дворец
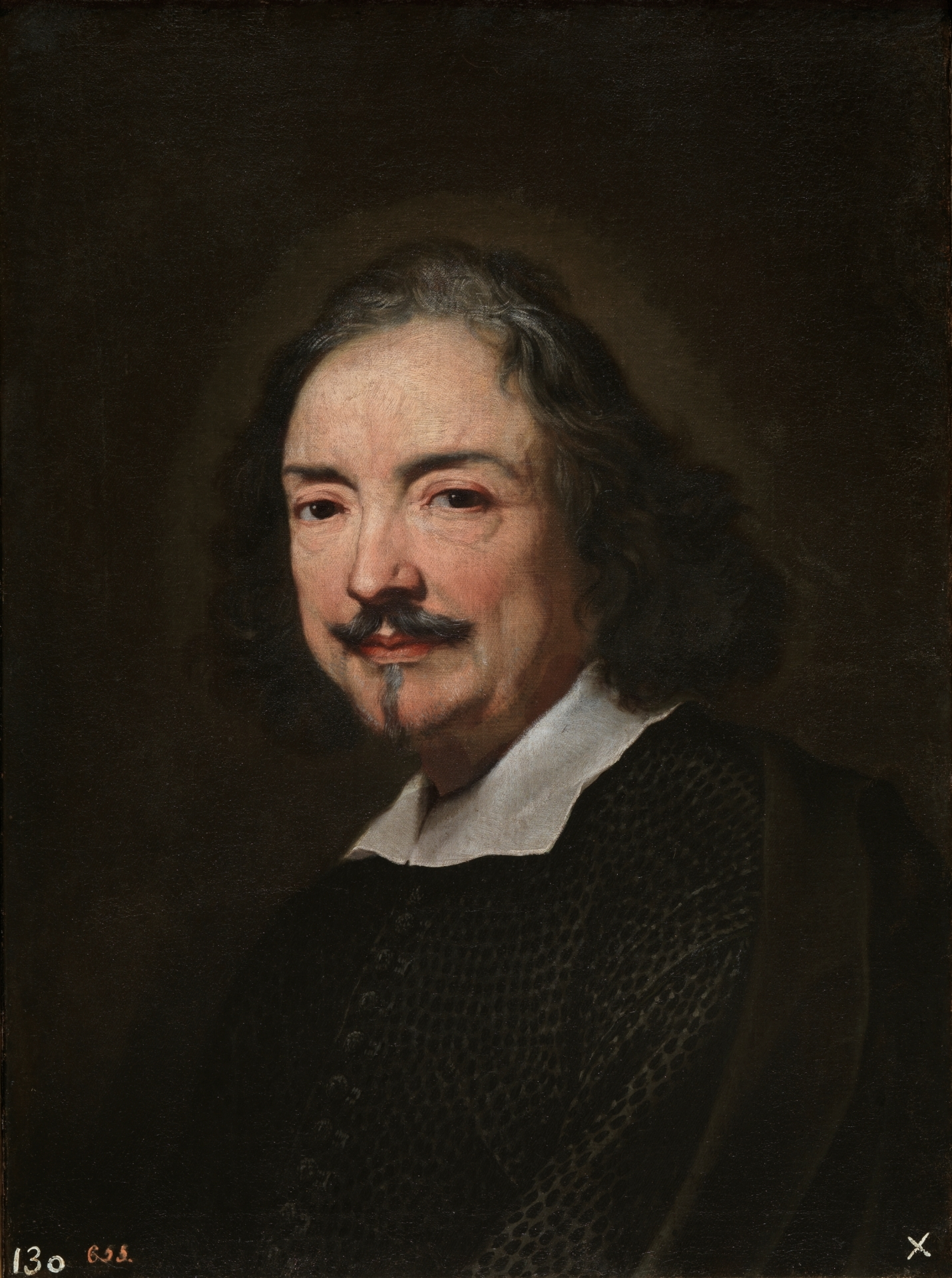
Портрет живописца Андреа Сакки. Ок. 1661. Прадо, Мадрид
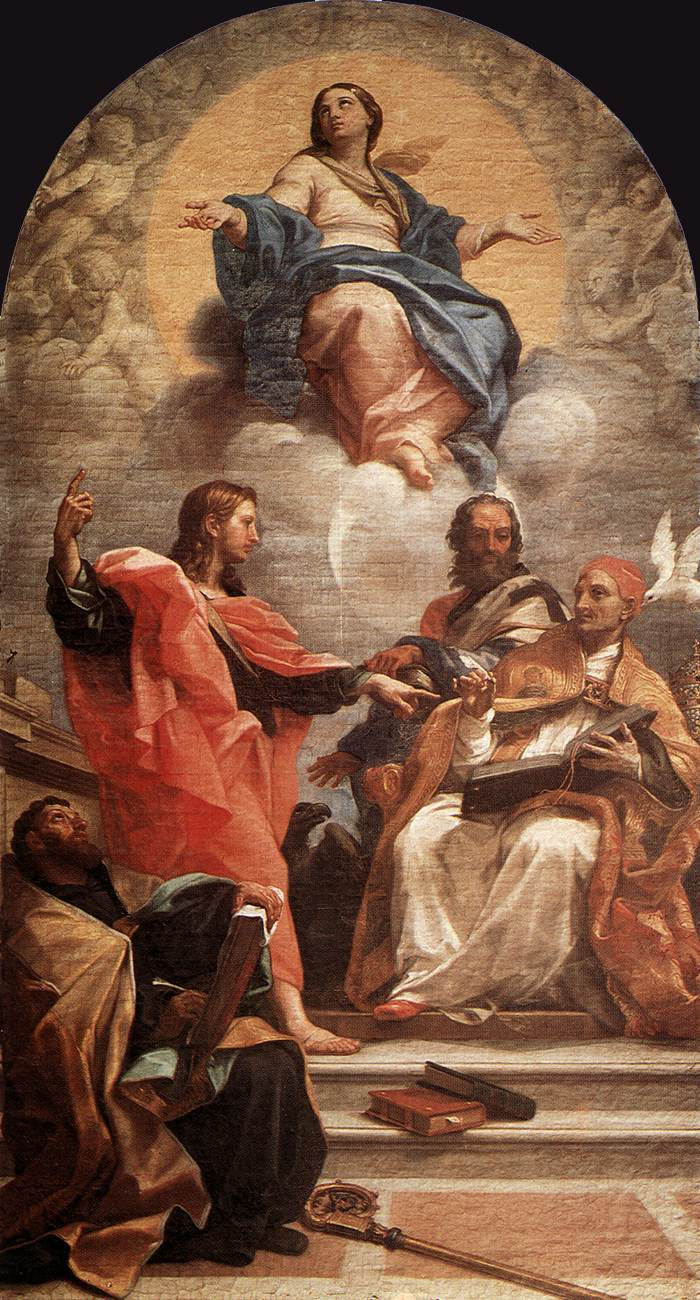
Мадонна Иммакулата. 1689. Церковь Санта-Мария-дель-Пополо, Рим
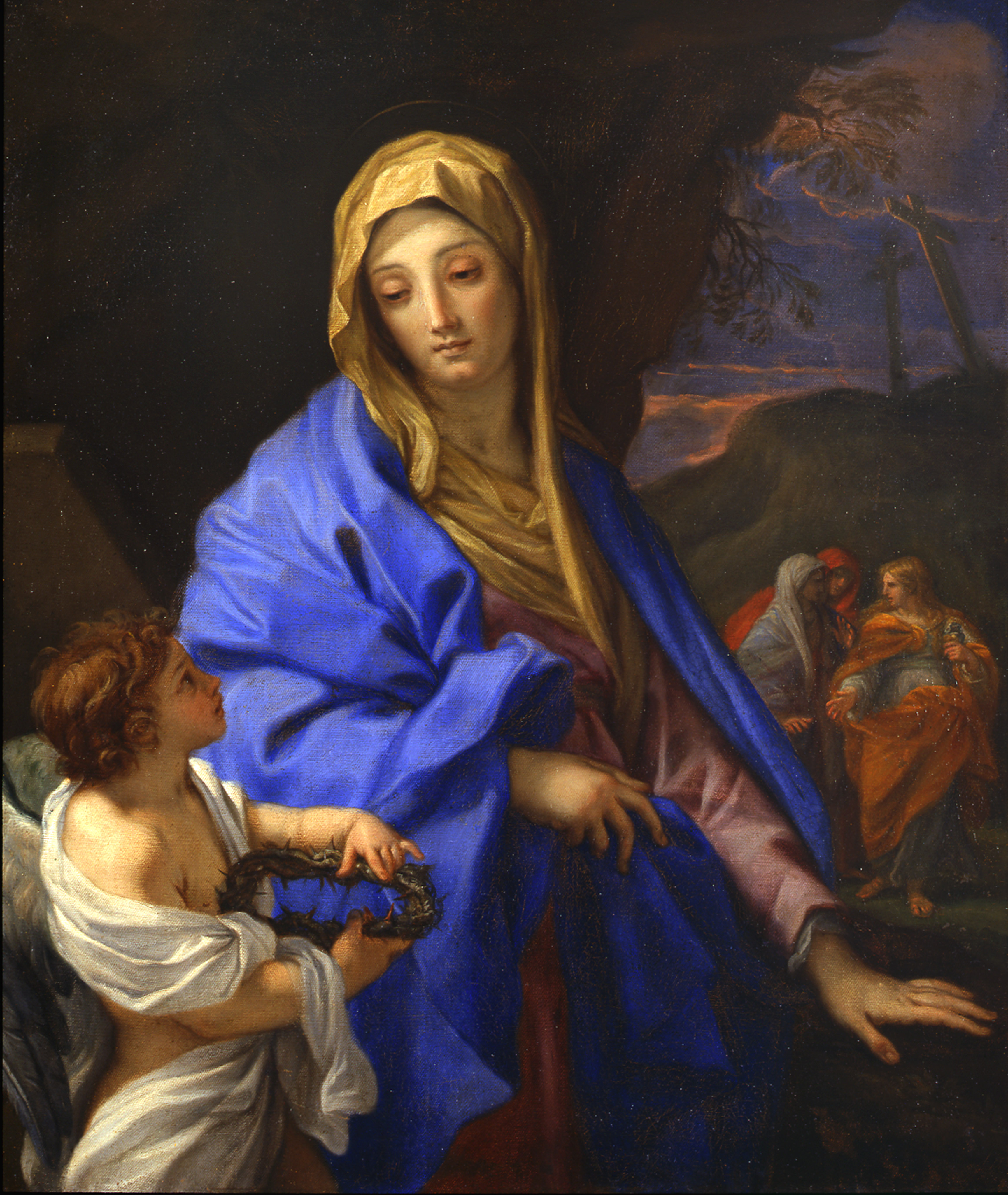
Мадонна и три Марии у гроба Христа. Ок. 1705. Частное собрание, Рим